# 嘉島町立嘉島中学校
嘉島町立嘉島中学校（かしまちょうりつ かしまちゅうがっこう）は、熊本県上益城郡嘉島町にある町立中学校。

## 沿革
- 1947年4月1日 - 大島村立大島中学校、六嘉村立六嘉中学校創立
- 1951年4月1日 - 統合し六嘉村大島村中学校組合立嘉島中学校となる
- 1955年1月1日 - 嘉島村立嘉島中学校と改称
- 1969年2月1日 - 嘉島町立嘉島中学校と改称

## 部活動

### 運動部
- 軟式野球部
- サッカー部
- バスケット部（女子）
- バスケット部（男子）
- バレーボール部
- ソフトテニス部（男子）
- バドミントン部（男子・女子）
- 水泳部
- 陸上部

### 文化部
- 吹奏楽部
  - 2015年7月28日　第59回熊本県吹奏楽コンクール 　ゴールド金賞受賞
  - 2016年7月30日　第60回熊本県吹奏楽コンクール　ゴールド金賞受賞
  - 2017年7月30日　第61回熊本県吹奏楽コンクール　ゴールド金賞受賞
- 美術部

## 通学区域
- 嘉島町全域

## 卒業生
- 田中聡子（競泳選手、1960年ローマオリンピック100m背泳ぎ銅メダリスト）
- 芳東洋（大相撲力士、現役）
- 前田龍生